# Familienausgleichskasse
Die deutschen Familienausgleichskassen waren die Institutionen, die von 1954 bis 1964 für die Auszahlung des Kindergelds und die Erhebung der dazu erforderlichen Beiträge zuständig waren. 
Sie wurden 1954/55 als selbständige Körperschaften des öffentlichen Rechts bei den Berufsgenossenschaften errichtet. Rechtsgrundlage war das Gesetz über die Gewährung von Kindergeld und die Errichtung von Familienausgleichskassen (Kindergeldgesetz – KGG) vom 13. November 1954 (BGBl. I S. 333). Die Organisation der Familienausgleichskassen lehnte sich an die der Berufsgenossenschaften an; die Organe waren grundsätzlich identisch. Ebenso wie bei den Berufsgenossenschaften unterschied man auch bei den Familienausgleichskassen zwischen gewerblichen und landwirtschaftlichen Trägern.
Beitragspflichtig war, wer für Arbeitnehmer, Selbständige oder mithelfende Familienangehörige Beiträge zu den Berufsgenossenschaften nach dem Dritten Buch der Reichsversicherungsordnung aufzubringen hatte oder hätte, wenn diese Personen versichert wären (§ 10 Absatz 1 KGG). Die Höhe der Beiträge richtete sich nach den von der einzelnen Familienausgleichskasse zu leistenden Kindergeldzahlungen und den Verwaltungskosten. Für die Bemessung der Beiträge galten die Maßstäbe der Reichsversicherungsordnung für die Berufsgenossenschaften (vgl. § 29 KGG). 
Die Kassen waren im Gesamtverband der Familienausgleichskassen zusammengeschlossen. Dieser war als eine bundesunmittelbare Körperschaft des öffentlichen Rechts beim Hauptverband der gewerblichen Berufsgenossenschaften errichtet worden (§§ 19, 20 KGG).
1964 wurden die Familienausgleichskassen aufgelöst. Ihre Aufgaben wurden der Bundesanstalt für Arbeitsvermittlung und Arbeitslosenversicherung (heute: Bundesagentur für Arbeit) übertragen.